# Торпедо (автомобілебудування)

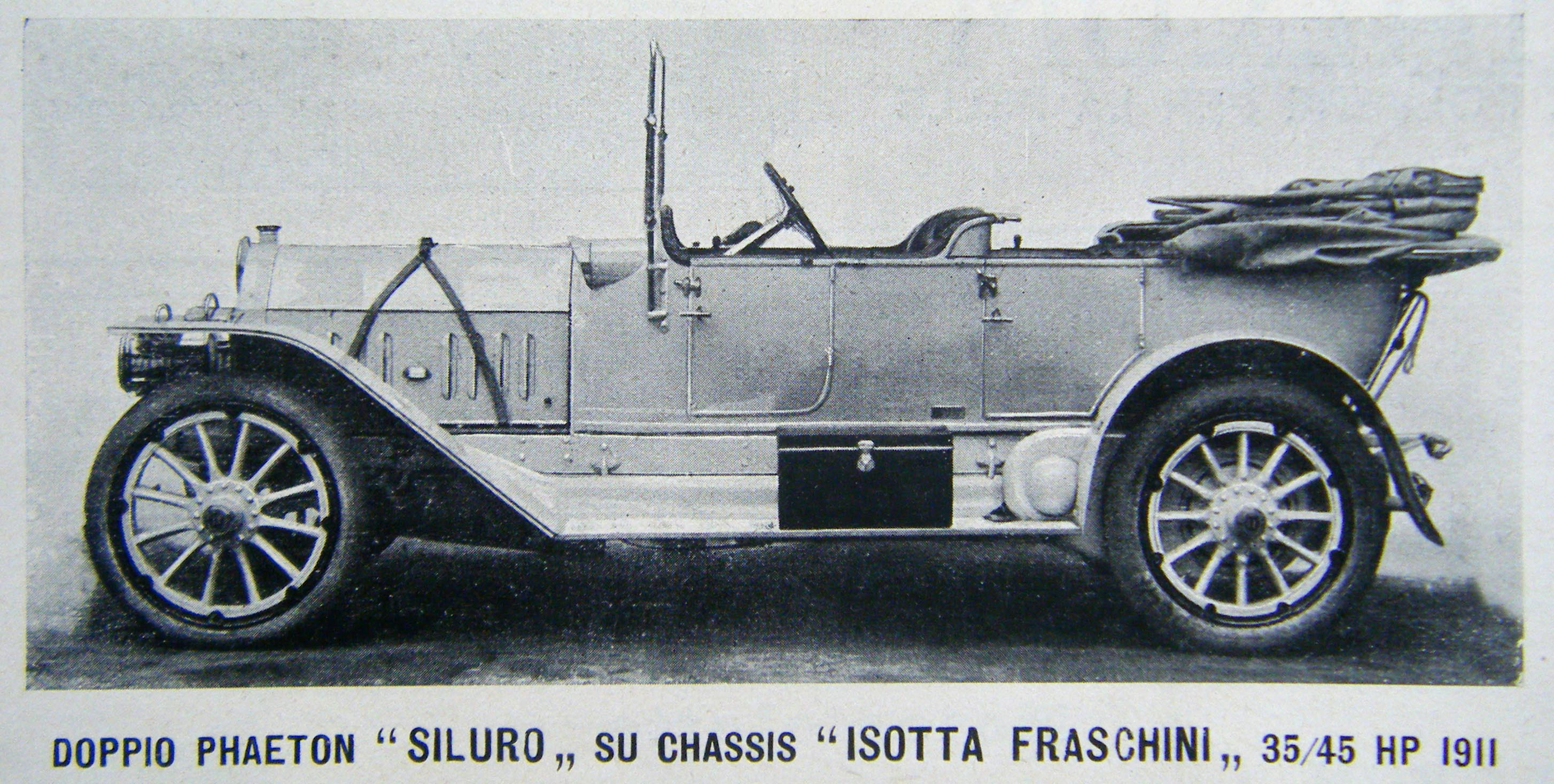
Ізотта Фраскіні з кабіною торпедо. 1911

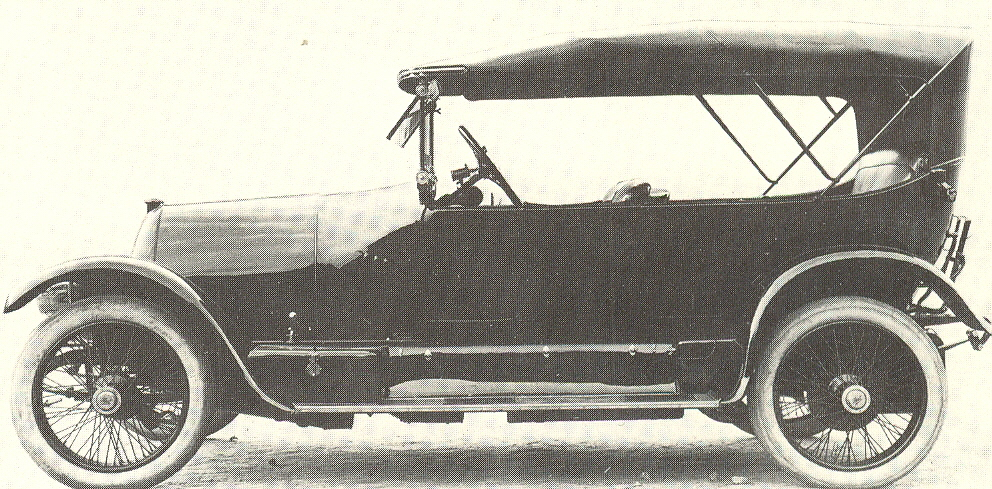
Фіат тип 3 з кабіною торпедо. 1912

Торпедо розповсюджений до 1930-х років тип автомобільного кузова. Сигароподібний 4-дверний кузов, який має плавний перехід від боковин до капоту з вертикальним вітровим склом. Майже прямокутна кабіна з двома рядами сидінь і низькими боковинами зверху закривалась м'яким складаним дахом. Він кріпився до заду кабіни, рамки вітрового скла і не захищав кабіну з боків. Назва торпедо витіснила назву double phaétony (двійний фаетон).
Термін був введений бельгійським автодилером «Captain Theo Masui», який продавав у Лондоні французькі авто Automobiles Grégoire. Використовується у французькій номенклатурі назв автомобілів.